# Heilig Kreuz (Hochwang)

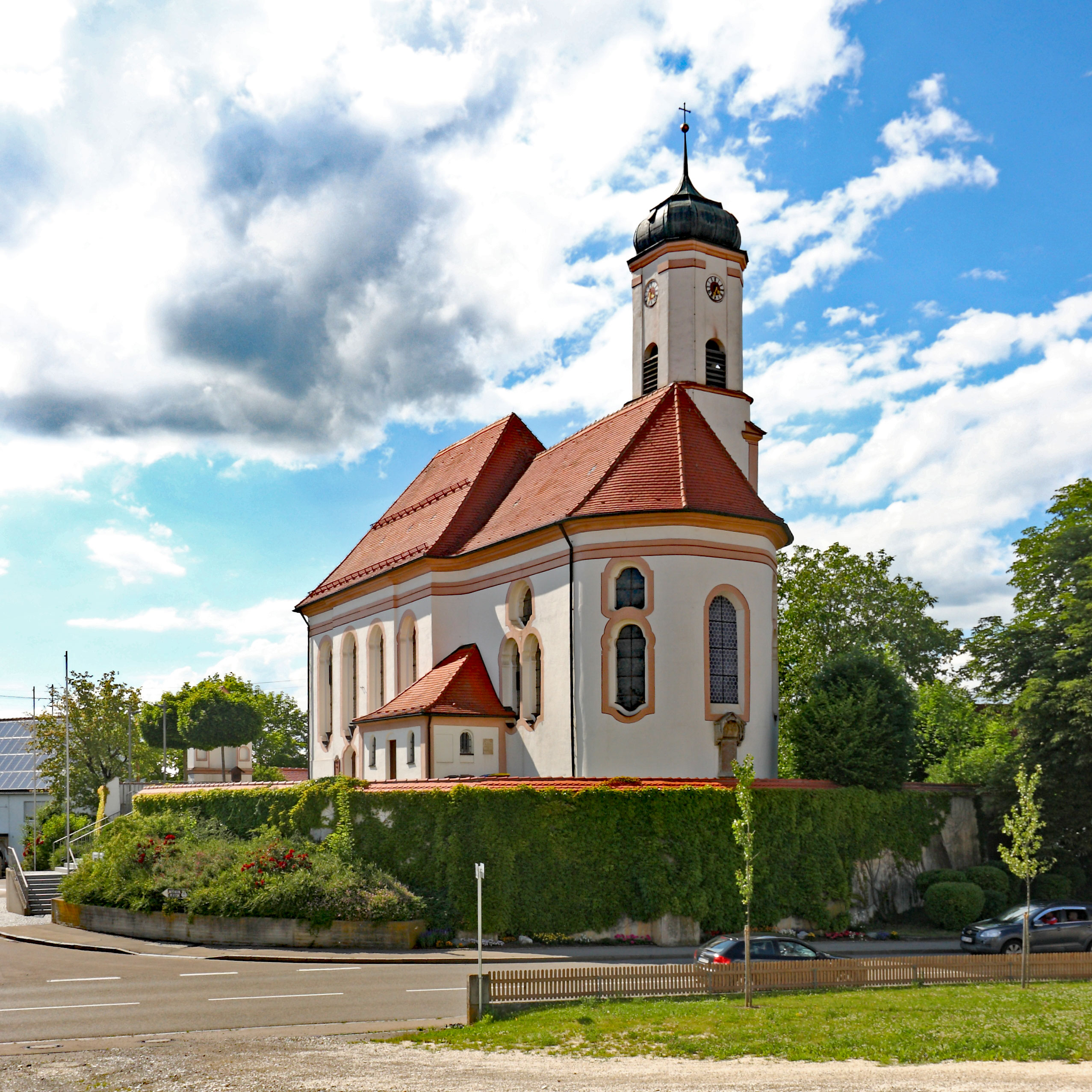
Heilig Kreuz in Hochwang

Die römisch-katholische Pfarrkirche Heilig Kreuz steht in Hochwang, einem Stadtteil von Ichenhausen im schwäbischen Landkreis Günzburg in Bayern. Das Bauwerk ist in der Liste der Baudenkmäler in Ichenhausen als Baudenkmal unter der Nr. D-7-74-143-57 eingetragen. Die Kirchengemeinde gehört zum Dekanat Günzburg des Bistums Augsburg.

## Beschreibung
Die Saalkirche wurde 1750/51 unter Verwendung von Teilen des spätgotischen Vorgängerbaus aus dem späten 14. Jahrhundert errichtet. Der Entwurf wurde zunächst Joseph Dossenberger zugeschrieben, inzwischen jedoch Johann Adam Dossenberger. Sie besteht aus einem Langhaus, einem eingezogenen, dreiseitig geschlossenen Chor im Osten, einem Chorflankenturm auf quadratischem Grundriss, der teilweise in die Nordwand des Chors eingestellt ist, wodurch dessen Breite im Innenraum eingeengt ist. Die Sakristei befindet sich an der südöstlichen abgerundeten Ecke des Langhauses. Das oberste Geschoss des Chorflankenturms mit abgeschrägten Ecken beherbergt die Turmuhr und den Glockenstuhl mit zwei Kirchenglocken. Darauf sitzt eine Zwiebelhaube. Die Formen der Gesimse und der Fenster wurden von Dominikus Zimmermann angeregt. Die von Johann Baptist Enderle 1751/52 angefertigten Fresken sind nur teilweise erhalten. Der Hochaltar wurde 1972 im Kunsthandel erworben.